# GameClub
GameClub est un service d'abonnement de jeux vidéo pour les appareils iOS et Android. Le service propose principalement des jeux qui ont été retirés de la liste des app stores ou qui ne sont plus activement maintenus par leurs développeurs d'origine, mis à jour pour prendre en charge des appareils et des logiciels plus récents. Ils se sont depuis étendus à la publication de ports mobiles de jeux disponibles pour PC et consoles. 

## Histoire
GameClub a été révélé pour la première fois le 5 mars 2019, et un programme d'accès anticipé a débuté peu après, le 12 mars 2019. Pendant cette période, des bêtas du jeu seraient distribuées chaque semaine via TestFlight,.
GameClub a été officiellement lancé le 25 octobre 2019 pour les utilisateurs d'iOS, aux côtés d'une application GameClub autonome, qui fait office de hub pour le catalogue de titres disponibles et fournit des détails sur chaque jeu. La semaine suivante, Minigore (en) a été révélé comme étant le premier jeu disponible via le service à être mis à jour avec la prise en charge des manettes MFi (en).
Le service a été lancé pour Android le 18 juin 2020, bien qu'avec une plus petite sélection de jeux initiaux. Le jeu multiplateforme entre Android et iOS a également été introduit dans le service, en commençant par le titre Neon Shadow.
Le 5 septembre 2020, GameClub a révélé qu'il allait bientôt publier des ports mobiles de jeux pour PC et consoles pour la première fois, ainsi qu'ajouter des extensions à des titres préexistants.
Les défis, une fonctionnalité semblable à un accomplissement, ont été révélés le 8 octobre 2020. Six jeux initiaux ont été mis à jour pour prendre en charge la fonctionnalité le même jour, et d'autres titres sont à venir. Une application et un tableau de bord GameClub remaniés ont été publiés en même temps, incluant la prise en charge des défis et une fonction de recherche.
Les ligues ont été révélées le 5 décembre 2020. Le système de classement par paliers encourage les joueurs à battre les scores des autres afin d'atteindre des rangs supérieurs ou d'éviter de tomber dans un rang inférieur à la fin d'une semaine. Au départ, huit jeux ont été mis à jour pour prendre en charge cette fonctionnalité.
Le 5 janvier 2021, l'application GameClub a été mise à jour pour inclure une fonction de profil, permettant aux utilisateurs d'ajouter des amis et de voir l'activité des joueurs. Il est prévu que le système d'amis soit intégré aux jeux multijoueurs. 

## Jeux
Dans le cadre du service, tous les jeux disponibles sont exempts de publicités et d'achats in-app, et chaque jeu publié dans le cadre de GameClub comprend une petite portion « d'essai » de contenu disponible gratuitement sans abonnement, souvent via un minuteur de 10 minutes qui verrouille l'accès au jeu une fois le temps écoulé. Les anciens titres ont été mis à jour pour répondre aux normes modernes, avec des graphismes optimisés et la prise en charge de nouvelles tailles d'écran, ainsi que la prise en charge des manettes MFi, DualShock 4 et Xbox One pour certains titres,. Du contenu éditorial, comme des guides de jeu et l'historique du développement, est également disponible pour certains jeux.
Le partage familial est disponible pour un maximum de douze personnes sous un même abonnement et tous les jeux qui ont été achetés avant leur sortie dans le cadre de GameClub sont accessibles dans leur intégralité sans abonnement.

## Réception
Le lancement de GameClub a suscité des critiques plutôt positives, les critiques citant les décisions de se concentrer sur le retour d'une sélection soignée de jeux plus anciens et de permettre aux utilisateurs de conserver les titres qu'ils ont achetés précédemment comme des raisons de s'abonner. L'interface du tableau de bord et de l'application hub de GameClub a également été louée, PCMag la comparant à celles d'Apple. Toutefois, des inquiétudes ont été soulevées quant à la capacité du service à se mesurer à des concurrents plus importants tels qu'Apple Arcade.